# Dorothy Patrick
Dorothy Patrick (eigentlich Dorothea Wilma Davis; * 3. Juni 1921 in Saint-Boniface, Manitoba; † 31. Mai 1987 in Los Angeles, Kalifornien) war eine US-amerikanische Schauspielerin und ein Model kanadischer Herkunft.

## Leben
Dorothy Patrick begann bereits als Jugendliche zu modeln, darunter für namhafte Unternehmen wie Sears Canada. Nachdem sie ihre Jugend in Winnipeg verbrachte zog Patrick 1938 nach New York und lebte dort im Apartment-Komplex Tudor City. Sie war fortan für die John Robert Powers Agency als Model tätig.
Ihre erste kleine Filmrolle erhielt Patrick 1944 im Musikfilm Up in Arms, nachdem sie bereits 1939 einen Talentwettbewerb von Samuel Goldwyn gewonnen hatte und nach Hollywood zog, um dort Schauspielunterricht zu nehmen. Zur selben Zeit entstand ihr Künstlername. In den folgenden Jahren trat Patrick als Nebendarstellerin in mehreren Liebes- und Musikfilmen auf. In New Orleans spielte sie 1947 ihre erste Hauptrolle. Es folgten nun auch anspruchsvollere Auftritte wie im Film noir Anklage – Mord. Patrick spielte jedoch weiterhin auch Rollen in Komödien, darunter 1949 als Kitty in …und der Himmel lacht dazu. 1950 war sie als Mordopfer Emily Gaunt in Fritz Langs Film noir Das Todeshaus am Fluß zu sehen. Trotz einigen Hauptrollen in B-Filmen war sie in aufwendigeren A-Produktionen oft nur in kleinen und kleinsten Rollen zu sehen; so wurde unter anderem ihr Auftritt als namenlose Platzanweiserin in Du sollst mein Glücksstern sein 1952 nicht einmal im Abspann genannt.
Im Verlauf der 1950er Jahre ließ Dorothy Patricks Karriere nach, sie spielte vermehrt kleine und nicht im Abspann genannte Nebenrollen in Filmen wie Scaramouche, der galante Marquis oder Stadt der Illusionen. Zu ihren etwas größeren Rollen zählen Auftritte im Kriegsfilm Verwegene Landung (bei dem sie jedoch ebenfalls keine Nennung im Nachspann erhielt) sowie in diversen Western. 1966 zog sich Patrick aus dem Filmgeschäft zurück.
Von 1939 bis zur Scheidung im Jahr 1941 war Dorothy Patrick mit dem Eishockeyspieler Lynn Patrick verheiratet, dessen Nachnamen sie auch noch nach der Ehe als Künstlernamen beibehielt. Der gemeinsame Sohn († 1996) kam 1940 zur Welt. Aus ihrer zweiten, 1943 geschlossenen und 1948 ebenfalls geschiedenen Ehe mit dem in Beverly Hills ansässigen Prominenten-Zahnarzt Sterling Bowen entstammt ein 1944 geborener Sohn († 2016). Auch Patricks dritte Ehe (1955 bis 1963) wurde geschieden. Ihre vierte und letzte Ehe dauerte von 1976 bis zu ihrem Tod an.
Dorothy Patrick starb am 31. Mai 1987 – vier Tage vor ihrem 66. Geburtstag – in Los Angeles an einem Herzinfarkt. Sie wurde auf dem Westwood Village Memorial Park Cemetery bestattet.

## Filmografie (Auswahl)
- 1944: Up in Arms
- 1946: Bis die Wolken vorüberzieh’n (Till the Clouds Roll By)
- 1947: New Orleans
- 1947: Anklage: Mord (High Wall)
- 1948: Alias a Gentleman
- 1949: Follow Me Quietly
- 1949: …und der Himmel lacht dazu (Come to the Stable)
- 1950: Das Todeshaus am Fluß (House by the River)
- 1950: Der Henker saß am Tisch (711 Ocean Drive)
- 1950: Einsame Herzen (Lonely Heart Bandits)
- 1951: In all meinen Träumen bist Du (I’ll See You in My Dreams)
- 1952: Schlachtzone Pazifik (Battle Zone)
- 1952: Feuerschutz für Stoßtrupp Berta (Retreat, Hell!)
- 1952: Du sollst mein Glücksstern sein (Singin’ in the Rain)
- 1952: Scaramouche, der galante Marquis (Scaramouche)
- 1952: Desert Passage
- 1952: Stadt der Illusionen (The Bad and The Beautiful)
- 1952: Verkauft und verraten (The Sellout)
- 1953: Spionagenetz Tanger (Tangier Incident)
- 1953: Herzen im Fieber (Torch Song)
- 1954: Verwegene Landung (Men of the Fighting Lady)
- 1955: Sensation am Sonnabend (Violent Saturday)
- 1966: Dominique – Die singende Nonne (The Singing Nun)